# Yōhei Ōtake
Yōhei Ōtake (大竹 洋平 Ōtake Yōhei?, Yashio, Saitama, 2 de mayo de 1989) es un futbolista japonés que juega como centrocampista en el Albirex Niigata Singapur F. C. de la Liga Premier de Singapur.

## Trayectoria

### Clubes
| Club                           | País     | Año       |
| ------------------------------ | -------- | --------- |
| F. C. Tokyo                    | Japón    | 2008-2013 |
| Cerezo Osaka (cedido)          | Japón    | 2011      |
| Shonan Bellmare                | Japón    | 2013-2016 |
| Fagiano Okayama                | Japón    | 2017-2018 |
| V-Varen Nagasaki               | Japón    | 2019-2023 |
| Albirex Niigata Singapur F. C. | Singapur | 2024-     |

## Palmarés

### Títulos nacionales
| Título         | Club        | País  | Año  |
| -------------- | ----------- | ----- | ---- |
| Copa J. League | F. C. Tokyo | Japón | 2009 |